# Prosper Minvielle
Pour les articles homonymes, voir Minvielle.
Prosper Minvielle est un homme politique français né le 25 janvier 1880 à Pau (Pyrénées-Atlantiques) et décédé le 12 octobre 1954 à Sauveterre-de-Béarn (Pyrénées-Atlantiques).

## Biographie
Ingénieur agronome, il est maire de Sauveterre-de-Béarn, conseiller général et député des Basses-Pyrénées, de 1928 à 1932, inscrit au groupe des Républicains de gauche.